# Diourbel
Diourbel est une ville du Sénégal située à environ 150 km à l’est de Dakar. Le nom traditionnel de la ville est Ndiarem[réf. nécessaire].

## Géographie
La ville est située à 146 km à l'est de la capitale Dakar et à 76 km de Thiès par la route nationale 3. Les localités les plus proches sont Sessene, Dangol, Garhane, Sous, Kankane, Ngoko et Tiebo.

## Histoire
La ville, ainsi que la région de Diourbel, fait partie du Baol.
C'est la capitale historique du bassin arachidier qui représente son industrie principale.
À la suite de la diminution de la rentabilité de cette activité, et de la désertification croissante des campagnes, Diourbel est une ville en voie de paupérisation dont la proximité de la ville de Touba— ville en forte croissance créée par le fondateur de la confrérie mouride— peut avoir pesé sur la dynamique locale. Elle représente désormais surtout une ville de passage pour de nombreux Sénégalais lors du pèlerinage dit du Magal.

## Administration
Diourbel a été érigée en commune mixte en 1918, puis en commune de plein exercice en 1955. 
C'est aujourd'hui le chef-lieu du département de Diourbel, une subdivision de la région de Diourbel.  Le Maire de la ville s'appelle Malick Fall.

### Population
Lors des recensements de 1988 et 2002, la population s'élevait respectivement à 76 548 et 95 984 habitants.
Ces derniers sont appelés diourbelois[réf. souhaitée].
En 2007, selon les estimations officielles, Diourbel comptait 100 445 personnes.
En 2017, la population de Diourbel est estimée à 1 692 967 habitants, avec 814 429 hommes et 878 538 femmes avec un taux de 11,1 pour cent au niveau national, selon les chiffres officiels de l'Agence nationale de la statistique et de la démographie (ANSD) 2017.

## Santé
Chef-lieu de région, la ville dispose du Centre hospitalier régional Heinrich Lübke issu de la coopération sénégalo-allemande, il est inauguré le 26 mai 1966.

## Économie
L'économie de la région est essentiellement dominée par l'agriculture qui mobilise plus 54 % de la population. Les rendements de l'agriculture ne représentent pas l'essentiel de PIB régional. Le secteur industriel est constitué par l'unité régionale de la Sonacos spécialisée dans la production d'huile d'arachide et d'éléments dérivés.

## Sports
L'ASC Sonacos évolue en Ligue 1 du Championnat du Sénégal de football.

## Personnalités liées à la commune
- Ahmadou Bamba, fondateur de la confrérie des mourides, a séjourné à Diourbel de 1912 jusqu'à sa mort en 1927
- Cheikh Ahmadou Bamba Ndiaye, écrivain
- Jacques Baudin, homme politique
- Khadim Guèye, homme politique, ministre de la fonction publique
- Falilou Kane ancien ministre du commerce, ancien ambassadeur
- Kalidou Kassé, artiste plasticien
- Serigne Saliou Mbacké, 5e calife général des mourides, est né à Médinatoul, l'un des principaux quartiers de la commune de Diourbel
- Makhtar N'Diaye, basketteur
- Mamadou Ndiaye, ancien résistant, et boxeur
- Nabil Haïdar, écrivain
- Mohamed Mbougar Sarr, écrivain et lauréat du Prix Goncourt
- Awa Thiongane, statisticienne, première femme à occuper les fonctions de responsable de la statistique publique d'un pays africain
- Oumar Wone, fondateur du Parti populaire sénégalais.
- Ndongo Malick Fall, député de la 1ere législature de l'Assemblée nationale[réf. nécessaire].
- Malick FALL, Ingénieur agro-forestier. Premier africain diplomé de l:ENGREF de Nancy..Directeur de LInstitut Panafricain pour le Développement  / Afrique de Ouest Dahel (IPD / AOS)
- Kairé FALL epouse SOW , magistrat, ancien membre de l"OFNAC

## Jumelages
- Avignon (France)